# Фальчепінг (комуна)
Комуна Фальчепінг (швед. Falköpings kommun) — адміністративно-територіальна одиниця місцевого самоврядування, що розташована в лені Вестра-Йоталанд у південно-західній Швеції.
Фальчепінг 110-а за величиною території комуна Швеції. Адміністративний центр комуни — місто Фальчепінг.

## Населення
Населення становить 31 689 чоловік (станом на вересень 2012 року). 
| Кількість населення комуни Фальчепінг за 1810-2010 роки | Кількість населення комуни Фальчепінг за 1810-2010 роки | Кількість населення комуни Фальчепінг за 1810-2010 роки | Кількість населення комуни Фальчепінг за 1810-2010 роки | Кількість населення комуни Фальчепінг за 1810-2010 роки |
| ------------------------------------------------------- | ------------------------------------------------------- | ------------------------------------------------------- | ------------------------------------------------------- | ------------------------------------------------------- |
| Рік                                                     |                                                         |                                                         | Населення                                               |                                                         |
| 1810                                                    | 1810                                                    |                                                         | 19 217                                                  | 19 217                                                  |
| 1850                                                    | 1850                                                    |                                                         | 26 495                                                  | 26 495                                                  |
| 1900                                                    | 1900                                                    |                                                         | 31 305                                                  | 31 305                                                  |
| 1950                                                    | 1950                                                    |                                                         | 31 655                                                  | 31 655                                                  |
| 1970                                                    | 1970                                                    |                                                         | 32 643                                                  | 32 643                                                  |
| 1980                                                    | 1980                                                    |                                                         | 31 875                                                  | 31 875                                                  |
| 1990                                                    | 1990                                                    |                                                         | 31 994                                                  | 31 994                                                  |
| 2000                                                    | 2000                                                    |                                                         | 31 007                                                  | 31 007                                                  |
| 2010                                                    | 2010                                                    |                                                         | 31 513                                                  | 31 513                                                  |
| Джерело: SCB                                            |                                                         |                                                         |                                                         |                                                         |

## Населені пункти
Комуні підпорядковано 10 міських поселень (tätort) та низка сільських, більші з яких:
- Фальчепінг (Falköping)
- Стенсторп (Stenstorp)
- Осарп (Åsarp)
- Чіннарп (Kinnarp)
- Ґудгем (Gudhem)
- Флубю (Floby)
- Уденсберг (Odensberg)
- Турбйорнторп (Torbjörntorp)
- Вартофта (Vartofta)

## Міста побратими
Комуна підтримує побратимські контакти з такими муніципалітетами:
- Комуна Лієр, Норвегія
- Кокемякі, Фінляндія
- Маріягер-фйорд, Данія
- Фонтанеллато, Італія
- Сігулда, Латвія

## Галерея

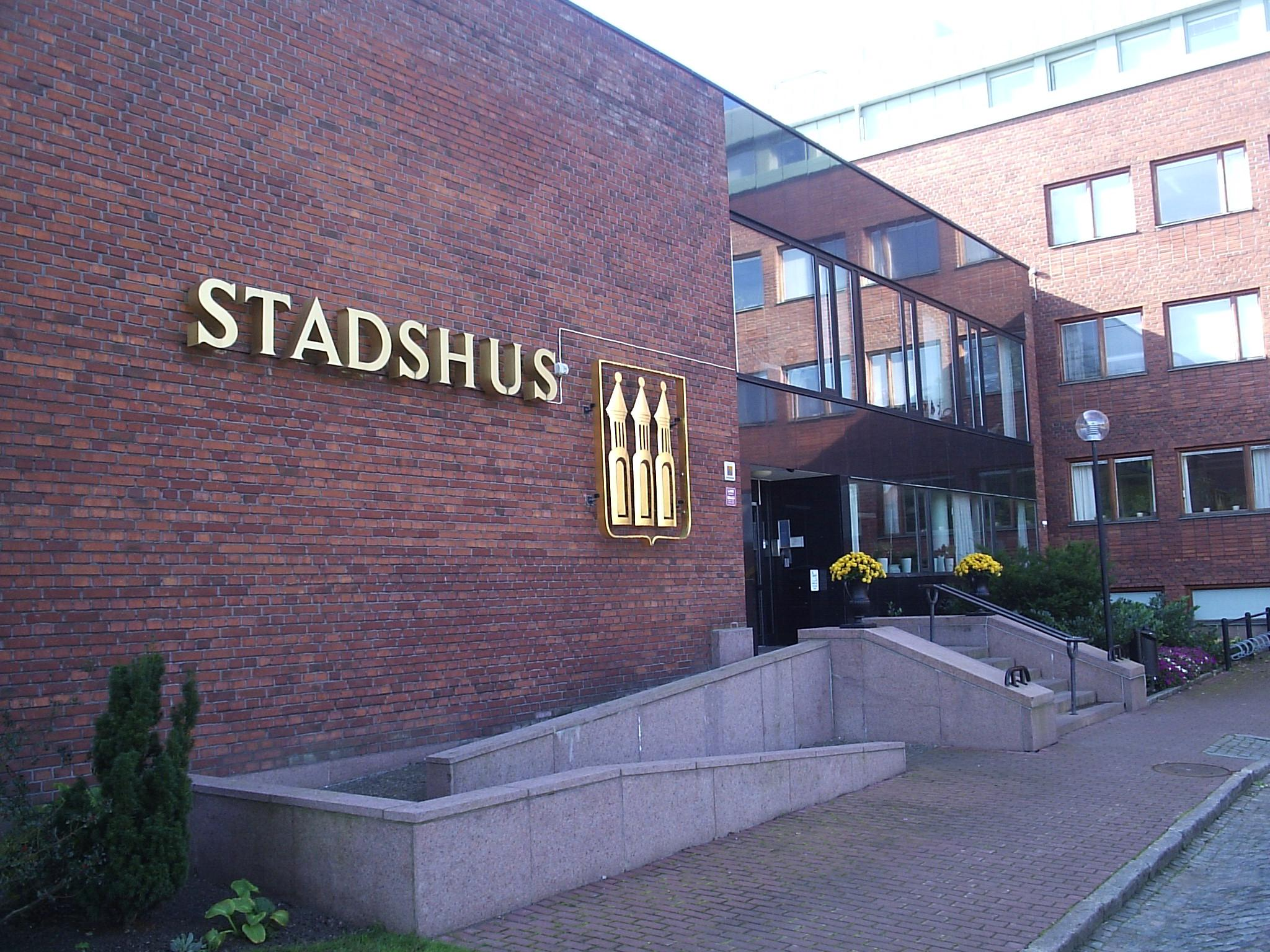
Управа комуни (Фальчепінг)
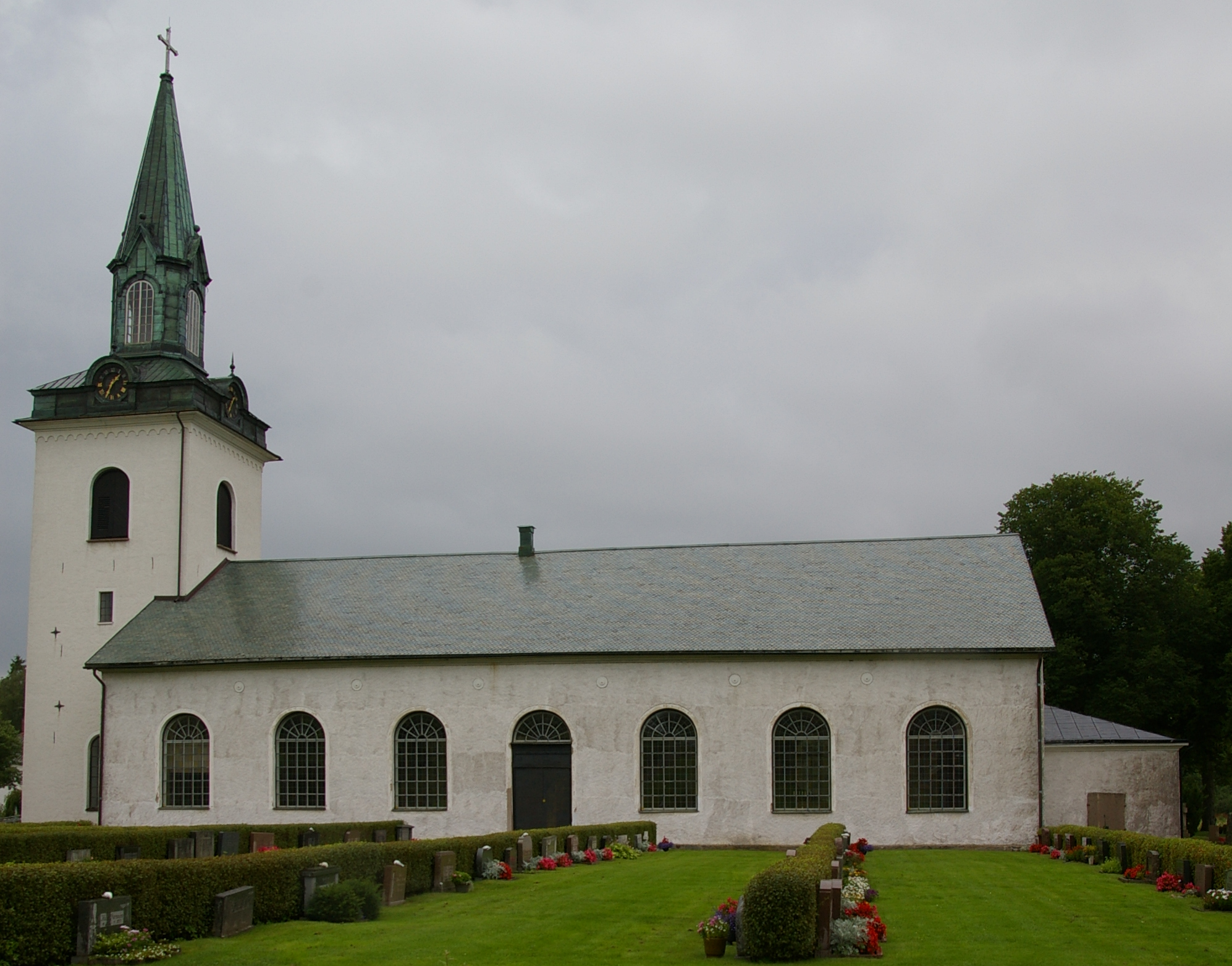
Церква (Флубю)
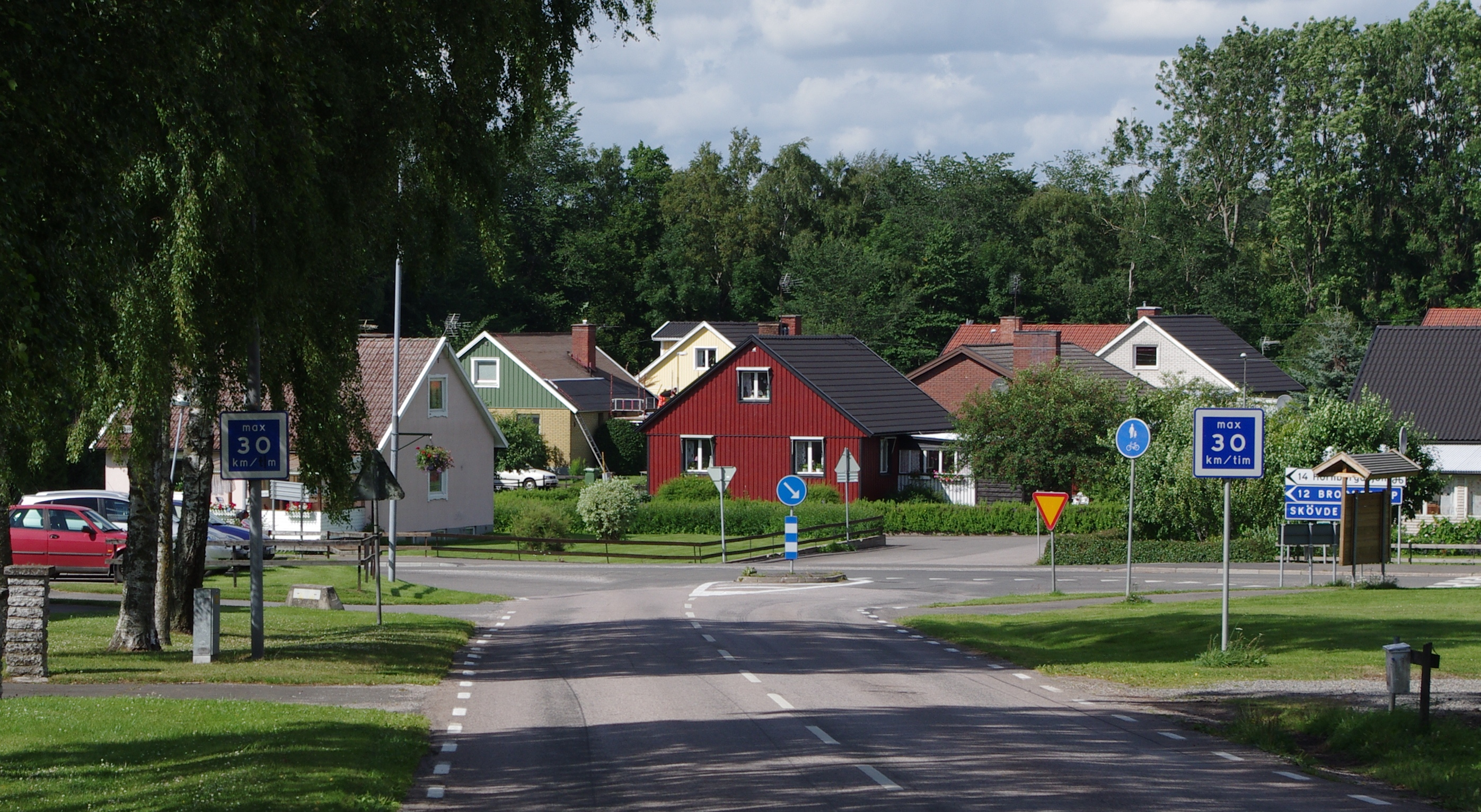
Містечко Турбйорнторп
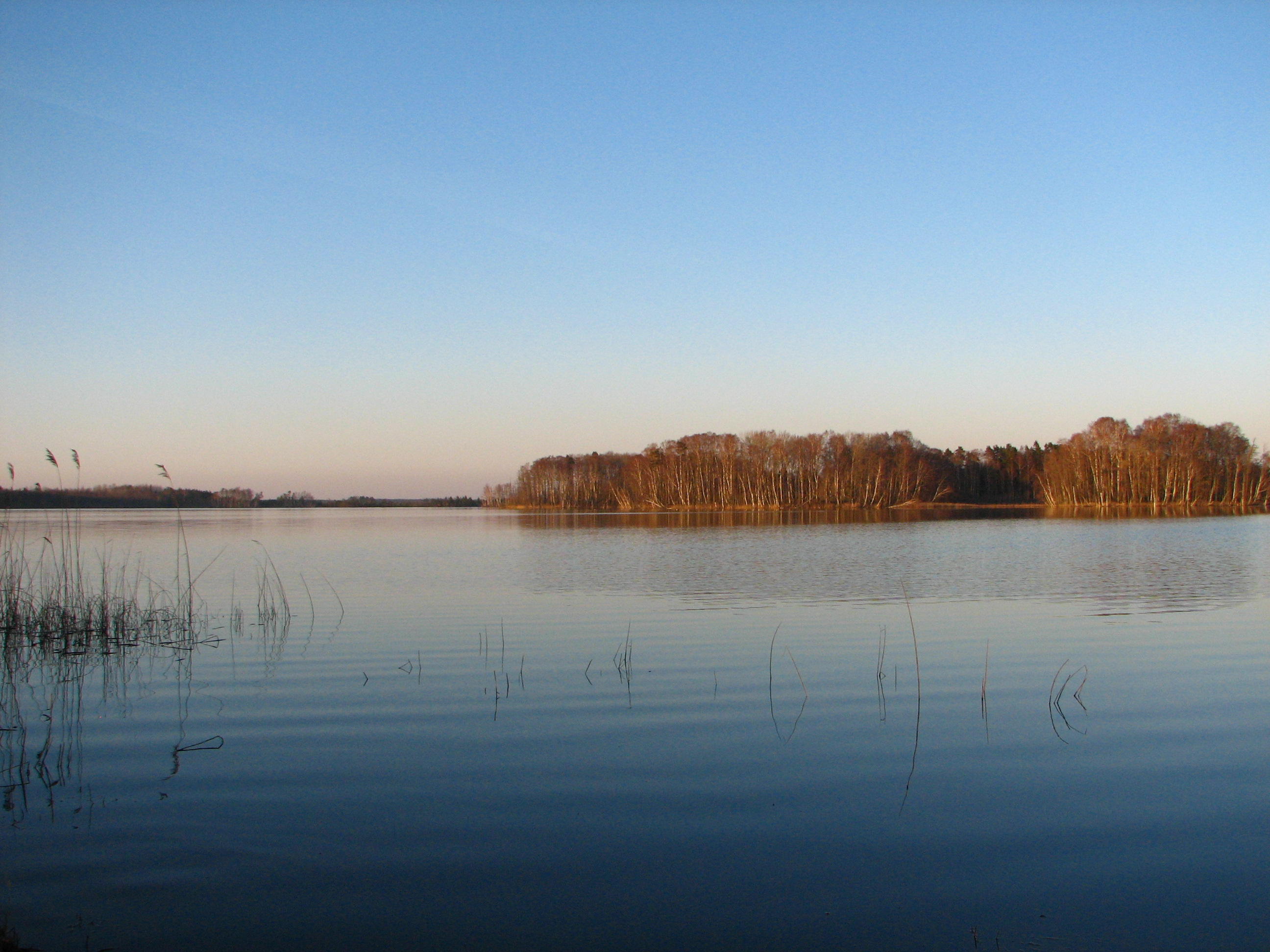
Озеро Решен

## Виноски
1. ↑  Folkmangd i riket, lan och kommuner (шв.) . Центральне бюро статистики Швеції. Архів оригіналу за 20 серпня 2013. Процитовано 24 лютого 2013.